# The Move
 (août 2008).
Si vous disposez d'ouvrages ou d'articles de référence ou si vous connaissez des sites web de qualité traitant du thème abordé ici, merci de compléter l'article en donnant les références utiles à sa vérifiabilité et en les liant à la section « Notes et références ».
The Move est un groupe britannique de rock, originaire de Birmingham, en Angleterre. Formé en 1965, il est mené par le guitariste, chanteur et compositeur Roy Wood, qui compose tous les singles du groupe, et chante à partir de 1968 sur la plupart d'entre eux. Le groupe se sépare en 1972. Près de trente ans plus tard, le groupe se reforme en 2004, et se sépare de nouveau dix ans plus tard, en 2014.

## Historique

### Origines et création (1965)
L’origine de cette formation remonte au milieu des années 1960 à Birmingham, deuxième ville la plus importante d'Angleterre. En 1965, un journaliste de TV Times s’écrie : « Liverpool today, Birmingham tomorrow » pour décrire une réalité perceptible à l’époque. En effet, le son Mersey qui avait contribué à placer Liverpool au centre de l’activité musicale du royaume dans le sillage des Beatles ou des Hollies peine à se renouveler et c’est la capitale des Midlands qui prend le relais avec le Brum Beat. Cet état de grâce ne dura guère longtemps, mais permit l’émergence de groupes comme El Riot and the Rebels, Denny Laine and the Diplomats, The Moody Blues, The Spencer Davis Group, The Idle Race, et plus tard Black Sabbath, voire Led Zeppelin. La plupart de ces groupes, à l’instar des Beatles, fait ses armes en Allemagne, à Hambourg, où ils développèrent tous un furieux jeu de scène avant de revenir écumer les clubs de Birmingham et d’enregistrer une poignée de 45 tours ou, dans le meilleur des cas, un album.
Au moment de la formation du groupe, en février 1966, les membres de The Move officiaient tous précédemment dans divers groupes beat de la ville : Wood avec Mike Sheridan's Lot (qui deviendra par la suite The Idle Race), Ace Kefford et Bev Bevan avec Carl Wayne & The Vikings, et Trevor Burton avec Danny King's Mayfair Set. Frustrés par un sentiment d’immobilisme et percevant que les scènes étaient en train de changer, les cinq décidèrent de mettre en commun leurs talents dans un projet neuf, tourné vers l’avenir, The Move, avec d’autant plus de force que la plupart des singles sortis avec leurs groupes respectifs constituaient des échecs retentissants, sorte de mauvaise répliques de ce qu’on nommait à l’époque la British Invasion, symbolisée par Herman's Hermits ou The Seekers. Le groupe fut ainsi nommé car les cinq musiciens étaient des transfuges en provenance de groupes locaux vers une nouvelle formation, d’où l’idée de traduire ce mouvement par une dénomination originale du nouveau projet. The Move se composait alors de : Carl Wayne, qui décèdera en 2004, au chant ; Trevor Burton à la guitare et au chant ; Roy Wood également à la guitare et au chant ; Chris « Ace » Kefford à la basse et au chant ; et de Bev Bevan à la batterie, et aussi au chant. The Move  était ainsi un groupe vocal complet où chacun des membres pouvait occasionnellement chanter en lead vocal. De plus, ils pouvaient s'échanger les instruments, entre autres facéties, le chanteur en titre Carl Wayne passait à la batterie et Bev Bevan, le batteur venait chanter en front de scène.
Sous le management de Tony Secunda, The Move migre vers Londres à l'été 1966 et va rapidement faire les gros titres avec ses prestations scéniques destructrices au Marquee Club  — où ils résident tous les mardis du mois d'août — durant lesquelles des postes de télévision, des effigies politiques et, au moins à une occasion, une voiture sont démolis à coups de haches et de marteaux. Secunda est l’un des managers les plus controversés d’Angleterre, utilisant des méthodes qui ont probablement inspiré Malcolm McLaren et ses Sex Pistols quelques années plus tard. Il n’était ainsi pas rare de voir les pompiers arriver jusqu'à la mythique scène du club pour éteindre l’incendie que le groupe avait provoqué. Sorti des excès, le jeu de scène du groupe, largement influencé par les Who, présente également un côté mod et un goût certain pour ce qui est arty, et le groupe possède un penchant pour la pop évoquant tantôt les Kinks, tantôt les Beatles  — cependant, comme ces derniers, The Move étaient aussi capables de surprendre avec du rock 'n' roll des années 1950, comme Something Else d'Eddie Cochran.
À peu près à la même période, ils signent pour la maison de disques Deram, subdivision de Decca destinée à la nouvelle scène. À cette occasion, Secunda fait signer le contrat sur le dos d’une hôtesse dénudée.

### Débuts (1966–1968)
Le premier single de The Move chez Deram, Night of Fear, lancé en décembre 1966, devient aussitôt un tube, atteignant la deuxième place des charts. En fait, les premiers singles de The Move sont largement influencés par le mouvement mod avec leurs accords pêchus et leur mise en scène théâtrale, même si leur musique deviendra par la suite de plus en plus pop et dynamique.
L'année suivante, I Can Hear the Grass Grow établit le groupe comme une machine à tubes sur laquelle il fallait désormais compter en se classant dans le top 5 britannique. Le single atteint aussi les top 14 et 22 en Belgique. C’est à ce moment-là que commencent le début des ennuis pour The Move : à chaque nouveau single, les radios et les médias en général dissèquent les paroles en quête d’éléments susceptibles de constituer une menace pour la morale. Ainsi, dans I Can Hear the Grass Grow, les références à la vision d’arcs-en-ciel et de cercles colorés laissent peu de doutes quant à l'herbe dont il est question, mais ceci apparait suffisamment ambigu pour éviter une censure de la BBC, et même amener étonnamment l’institution, compte tenu du succès du titre, à enregistrer dans la frénésie ce morceau lors d’une session.
Artistiquement parlant, le succès de The Move s'explique par les chansons excentriques de Roy Wood, le compositeur de la bande, résultant d'une combinaison de mélodies pop contagieuses avec un sens aiguisé de l'absurde et des paroles qui insistent fréquemment sur les thèmes de la folie ou de l’incongru. La particularité du groupe réside également dans le brassage de styles qu'il cultive, même s'il conserve une base pop. Ainsi, sa musique se révèle être un condensé de racines rock 'n' roll, comme le révèlent les fréquentes reprises du Weekend d'Eddie Cochran, de pop à la Beach Boys agrémentée d'harmonies vocales complexes (California Girls sur The BBC Sessions) et de psychédélisme assorti de freakbeat typiquement britannique. Ainsi, des morceaux de Love, The Byrds, Moby Grape ou Jackie Wilson concluaient-ils fréquemment les sets du groupe.
En avril 1967, le groupe participe au 14 Hour Technicolor Dream, festival haut en couleur et premier fait d'armes de la scène underground britannique, aux côtés de Pink Floyd, Soft Machine, The Pretty Things, The Creation ou encore The Crazy World of Arthur Brown. Bien qu'il soit un autre gros succès, atteignant la deuxième place des charts en octobre 1967, le troisième single du groupe, Flowers in the Rain, voit le groupe attaqué en justice par le Premier ministre de l’époque, Harold Wilson, à propos d’une carte postale diffamatoire qui avait été conçue pour promouvoir le single, le montrant en train de se déshabiller aux côtés de sa secrétaire. Tous les bénéfices du morceau durent être reversés à des œuvres de charité. C’est d’ailleurs ce morceau qui reçoit le privilège d’être le tout premier disque diffusé sur Radio 1, la nouvelle station de musique populaire de la BBC, le 30 septembre 1967. Autre preuve de leur succès, le groupe est dans la foulée invité au premier show musical de John Peel intitulé Top Gear et diffusé sur cette nouvelle station. L’épisode Harold Wilson signe la fin du management de Secunda qui laisse sa place à Don Arden, réputé avoir lancé les Small Faces de façon musclée.
Avec la réputation outrageuse du groupe sur scène déjà fortement établie, le single suivant, Cherry Blossom Clinic, traitant d’un interné dans un asile, fut retiré de la circulation avant même sa parution pour éviter encore plus de publicité défavorable. Le 45 tours qui lui fait suite, Fire Brigade, avec Walk Upon the Water en face B, prolongea la série de succès en atteignant la troisième place des charts, en ayant été composé en une nuit et enregistré le lendemain. Paru en janvier 1968, ce titre offrit au groupe son quatrième top 5 des charts en quatre singles publiés. Débutant sur un effet sonore approprié de sirène de pompiers rappelant I Am the Walrus et un jeu de guitare discordant, le morceau utilise un son vibrant inspiré de Duane Eddy au côté d’une basse prééminente caractéristique du groupe. Roy Wood chante seul de son style nasillard exagéré, passant le relais à Carl Wayne pour le refrain soupiré. Le morceau est quelque peu autobiographique et renvoie aux prestations scéniques du groupe.
Le groupe consacre le début de l’année 1968 à l’enregistrement de son premier album, The Move, dont la pochette est réalisée par The Fool. Il ne contient presque que des compositions de Roy Wood : outre les titres issus des singles Flowers in the Rain et Fire Brigade, il inclut également la version originale de Cherry Blossom Clinic et trois reprises, dont Weekend. L'album se hisse à la 5e place de l'UK Albums Chart à sa sortie.

### Blackberry Way(1969–1970)
Fire Brigade est la dernière contribution de la formation originale de The Move. En effet, Chris « Ace » Kefford, bassiste et principale image commerciale du groupe, quitte ses compères subitement en avril 1968 après une dépression nerveuse nécessitant que Trevor Burton passe de la guitare à la basse. Bien qu’étant un élément secondaire du groupe et ne remettant donc pas en cause l’existence de celui-ci, il sort tout de même un single solo sous le nom de Ace Kefford Stand, puis un second avec Big Bertha, avant de disparaître de la circulation.
Réduit à quatre, The Move enregistre Wild Tiger Woman, sorti en juillet. Le morceau demeure l’un des rares singles du groupe à ne pas entrer dans les charts. La presse sembla de plus en plus s’attacher aux flamboyantes bouffonneries que le groupe commettait sur scène, à la garde-robe de ses membres ou encore à ses tours de force publicitaires souvent axés sur l’outrageux plutôt que sur sa musique. Les tournées se poursuivirent néanmoins et l’année se termina sur la sortie, en décembre, de Blackberry Way, qui grimpa en tête des charts en janvier 1969. Marqué par un humour noir et une ambiance sombre, il rappelle les Kinks (Waterloo Sunset) ou les Beatles (Penny Lane).
Peu de temps après, Trevor Burton, second guitariste du groupe, qui avait déjà compensé le départ d’Ace Kefford en tenant la basse, quitta à son tour le groupe pour jouer avec Jim Capaldi, Steve Gibbons et John Cale. Il est immédiatement remplacé à la quatre cordes par Rick Price, en provenance de Sight and Sound. Le groupe relâche un peu la pression durant le reste de l’année, ce qui permit à Roy Wood de composer et de produire pour The Acid Gallery, un groupe formé à Londres. Dance Around the Maypole, paru en octobre, contient ainsi son soprano nasal caractéristique et un mixage le mettant bien en avant. The Acid Gallery évolue par la suite en Christie et rencontra le succès avec Yellow River. Peu de temps après l’enregistrement de leur deuxième album, le chanteur Carl Wayne, qui s’était aventuré dans le circuit des cabarets sur les conseils de son manager, jeta également l’éponge, laissant dans un premier temps les parties vocales à son leader. Il se distingue par la suite dans la comédie musicale et enregistre plusieurs jingles publicitaires, rejoignit les Hollies en 2000 avant de disparaître en août 2004.
En janvier 1970, Jeff Lynne, chanteur et guitariste de The Idle Race, accepta une invitation de son vieil ami Roy Wood pour rejoindre son groupe. La succession rapide des changements de personnel aurait détruit plus d’un groupe, mais The Move devint un groupe plus intéressant au début des années 1970. Lynne était à ce moment-là le seul membre du groupe avec Wood à fournir de chansons notables et à définir une direction musicale à l’ensemble.
Le deuxième album, sorti en février, confirme l’inventivité du groupe malgré les départs en cascade. Les six titres de Shazam témoignent d’une musique plus progressive, plus expérimentale, sortant du cadre imposé des simples à succès mais qui conserve tout de même un air de Beatles, influence difficilement oubliable pour le groupe. Cet effort est une sorte de Sgt. Pepper's Lonely Hearts Club Band progressif, composé d’une musique extrêmement énergique, forgée par des années passées sur scène à jouer fort. Shazam contient également une version d’un titre de Tom Paxton, The Last Thing On My Mind.
En tournant la page de sa première mouture, The Move perd progressivement de son importance sur la scène britannique.

### De The Move à ELO (1971–1972)
En fait, c’est l’arrivée de Lynne qui signe réellement la fin pour The Move. L’album qui suit en octobre, Looking On, le premier comportant des compositions de Lynne, montre le groupe peinant à mélanger éléments progressifs et hard rock boogie. Les harmonies vocales sont néanmoins toujours présentes, et la palette d’instruments est variée — la plupart de ceux-ci sont joués par Wood, signe que l’entente au sein du groupe n’était plus tout à fait cordiale. C’est sans surprise que Rick Price s’écarte définitivement du groupe en quête d’une aventure en solo. À partir de Looking On, et sous l’impulsion de Lynne, le groupe, réduit au format de trio, devint plus « artiste », préfigurant un rock orchestral inédit à l’époque. C’est ainsi que durant une très courte période, Lynne, Wood et Bevan travaillent également sous le nom de The Electric Light Orchestra, parallèlement à The Move, se dirigeant vers de nouvelles directions musicales.
En juin 1971, The Move se retrouve pour enregistrer Message from the Country, album marqué par le tiraillement artistique qui sévissait alors au sein du groupe. Effectivement, on y retrouve les inclinaisons pop de Lynne qui font le contrepoint des compositions plus sombres et plus ironiques de Wood. Paradoxalement, à l’époque, le meilleur travail de The Move est à rechercher du côté des singles, tels Brontosaurus, California Man ou Tonight qui font de très bons scores dans les charts britanniques. Toujours inconnu en dehors du Royaume-Uni en 1972, The Move peine de plus en plus à trouver une âme, ce que confirme le modeste succès de Message from the Country. Menant de front deux projets musicaux, les musiciens décident alors de ne plus en privilégier qu’un seul et c’est sans surprise que, devant l’émiettement de la production de The Move, sa fin est annoncée au profit d'Electric Light Orchestra.

### Retour (2004–2014)
Le groupe se reforme en 2004 et se rebaptise brièvement Bev Bevan's Move (sans aucun autre ancien membre). Bevan recrute le bassiste Phil Tree, l'ex-ELO Part II Phil Bates, et le claviériste Neil Lockwood pour jouer les morceaux classiques des Move. Wood se retrouvera insatisfait de ce résultat. Le groupe annonce sa séparation en 2014.
En 2016, le groupe est annoncé pour un autre retour, en concert au Core Theatre de Solihull, West Midlands, avec Bevan, Burton, Tree, et Kelsey ; cependant, le groupe n'est désormais plus crédité sous le nom de The Move, mais plutôt sous le nom de Bev Bevan's Zing Band et ne fera pas participer Burton ; mais plutôt Bevan, Tree, Kelsey, Abby Brant, et Geoff Turton au chant.

## Discographie

### Albums studio
- 1968 : The Move
- 1970 : Shazam
- 1970 : Looking On
- 1971 : Message from the Country

### Singles
- 1966 : Night of Fear / The Disturbance
- 1967 : I Can Hear the Grass Grow / Wave Your Flag and Stop the Train
- 1967 : Flowers in the Rain / (Here We Go Round) The Lemon Tree
- 1968 : Fire Brigade / Walk Upon the Water
- 1968 : Wild Tiger Woman / Omnibus
- 1968 : Blackberry Way / Something
- 1969 : Curly / This Time Tomorrow
- 1970 : Brontosaurus / Lightning Never Strikes Twice
- 1970 : When Alice Comes Back to the Farm / What?
- 1971 : Tonight / Don’t Mess Me Up
- 1971 : Chinatown / Down on the Bay
- 1972 : California Man / Do Ya / Ella James

### EP
- 1967 : Something Else from The Move